# Pučko zvjezdoznanstvo u Hrvatskoj
Pored suvremenog znanstvenog nazivlja, koje nebeskim tijelima i pojavama daje imena i slovnobrojčane oznake, zvjezdoznanstvo (astronomija) poznaje i tradicionalne, pučke nazive i objašnjenja pojedinih prijeopisanih pojava.

## Sunčev sustav
U raznim prijepisima Lucidara pronađeni su razni nazivi za nebeska tijela Sunčeva sustava.
| Nebesko tijelo | Imena u Lucidaru                                                      |
| -------------- | --------------------------------------------------------------------- |
| Sunce          | Slnce/Sunce                                                           |
| Venera         | Danica/Dannica/Venueš/Venus/Venuš/Zvernica/Zvěrnica/Zvěrnice/Zvirnica |
| Zemlja         | Zemlja                                                                |
| Mjesec         | Mesec/Misec                                                           |
| Mars           | Maris/Mars/Marš                                                       |
| Jupiter        | Čovis/Ivista/Jupiter                                                  |
| Saturn         | Satarnus/Satornus/Saturnus/Šaturn                                     |